# All Yesterdays
All Yesterdays: Unique and Speculative Views of Dinosaurs and Other Prehistoric Animals (česky v nepřesném překladu "Všechny včerejšky: Jedinečné a spekulativní pohledy na dinosaury a jiná pravěká zvířata") je kniha britského paleontologa a popularizátora této vědy Darenna Naishe (* 1975) z roku 2012 (vyšla v americkém nakladatelství Irregular Books). Dalšími autory jsou australský ilustrátor John Conway a původem turecký umělec C. M. Kosemen, přebývající ve Velké Británii.
Tématem knihy je nový pohled na rekonstrukci vzezření neptačích dinosaurů - populární objekt současné vertebrátní paleontologie. Kniha zkoumá nové pohledy a perspektivy, naznačuje nové možnosti a kritizuje zkostnatělý pohled na rekonstrukci různých skupin dinosaurů. Je vlastně zajímavým myšlenkovým experimentem, který umožňuje zajímavé nové pohledy na dávno zaniklou skupinu živočichů. Kniha zatím nevyšla v českém překladu.